# Jean-Marc Vacheron
Jean-Marc Vacheron (1731-1805) fue un relojero suizo nacido en Ginebra, fundador de la empresa de relojes Vacheron Constantin. Era amigo cercano de los principales filósofos de la Ilustración, Jean-Jacques Rousseau y Voltaire, debido a sus intereses comunes en la filosofía, la ciencia y la relojería.

## Primeros años
Jean-Marc Vacheron nació en 1731 en Ginebra, República de Ginebra. Su padre era Jean-Jacques Vacheron.

## Carrera
Vacheron abrió su tienda de relojes en 1755, y sus relojes llevaban el nombre "Jean-Marc Vacheron". En aquel momento tenía 24 años y era uno de los muchos "cabinotiers", relojeros que se especializaban en la producción de determinados componentes y los vendían a los llamados "etablisseurs". Los relojeros fueron llamados "cabinotiers" en honor a los "gabinetes" bien iluminados en los pisos superiores de las casas del barrio de Saint-Gervais de Ginebra, donde trabajaban.

## Vida personal
Vacheron tuvo cinco hijos. Dos de ellos, Louis Andre (nacido en 1755) y Abraham (nacido en 1760) siguieron sus pasos.

## Muerte
Murió en 1805, a los 74 años de edad.